# Bdinți, Dobrici
Bdinți (în bulgară Бдинци) este un sat în comuna Dobricika, regiunea Dobrici,  Bulgaria. 

## Demografie
Componența etnică a satului Bdinți
     Bulgari (57,44%)
     Romi (12,76%)
     Turci (14,89%)
     Nicio identificare (14,89%)
La recensământul din 2011, populația satului Bdinți era de 94 locuitori. Din punct de vedere etnic, majoritatea locuitorilor (57,44%) erau bulgari, existând și minorități de turci (14,89%) și romi (12,76%). Pentru 14,89% din locuitori nu este cunoscută apartenența etnică.